# Géopolitique des drogues
La géopolitique des drogues s’intéresse aux conflits de pouvoirs pour le contrôle des territoires (autant de production que de consommation), pour le contrôle des richesses que le trafic génère et pour le contrôle des hommes qui les produisent.

## Description
La géopolitique est définie comme les « conflits de pouvoirs pour le contrôle des territoires, des richesses qu'ils recèlent et des hommes qui les produisent », par Yves Lacoste .
Selon le dictionnaire Larousse, la drogue, peut être définie comme une substance psychotrope naturelle ou synthétique, qui conduit au désir de continuer à la consommer pour retrouver la sensation de bien-être qu'elle procure .
Cette idée de contrôle sur un territoire, sur les richesses et sur les hommes convient bien à l'étude de la dispersion, de la localisation et des flux liés à la production et à la consommation de drogue au niveau mondial. En effet, la majorité des drogues les plus utilisées actuellement sont issues de produits naturels (des plantes) transformés par la suite, et donc nécessitent généralement une production agricole conséquente des plantes nécessaires à la fabrication de la drogue. On peut citer dans cette catégorie les dérivés de la feuille de coca, de l'opium et du cannabis. Les drogues de synthèse apparues plus récemment nécessitent elles très peu voire pas de production agricole, ce qui réduit l'impact géopolitique général de celles-ci.

## Historique et prohibition
Toutes les drogues ont été a un certain moment des médicaments récemment découverts. La plupart de ces derniers, surtout ceux développés à partir de la coca et de l'opium, étaient utilisés comme remèdes contre le rhume, les douleurs, ainsi que d'autres maladies. Au XIXe siècle, les Britanniques ont même lutté contre la Chine pour les forcer à accepter le commerce de l'opium (guerres de l'opium).
Les premières initiatives contre l'utilisation des drogues avaient surtout des buts politiques et on pourrait même dire nationalistes. 
La première législation prohibitive fut la loi pharmaceutique et le Pure Food and Drug Act (1906, Colombia District), dont le but était d'arrêter l'activité des producteurs non autorisés, puis la loi Harrisson (1913), qui a constitué le compromis suprême entre les médecins, les pharmaciens et les bureaucrates pour le partage du marché des médicaments.

## Complexité des réseaux

### Corruption et l’État
Selon notre définition de la géopolitique, il convient de s’intéresser aux conflits de pouvoir entre différents acteurs pour l'exercice des formes de contrôle citées ci-dessus. Ceci-nous rappelle que le trafic de drogue est le fruit d'actions de l'Homme, organisé la plupart du temps collectivement. Ceci soulève la question des groupes prenant en charge le trafic de drogue. Ceux-ci, de par la prohibition instaurée progressivement au cours du XXe siècle, la demande croissante, et la hausse des prix ont vu leur revenu potentiel augmenter fortement au cours de ce dernier siècle. 
La nature des organisations ne se limite pas, comme on a tendance à se le représenter, à des groupes criminels constitués en opposition à un État et ayant le contrôle des territoires de production. En effet, les revenus générés par le commerce de la drogue étant énormes le trafic de drogue s'est immiscé dans la politique des États. Ainsi, il est important de saisir les enjeux de la géopolitique de la drogue se situent tant du côté des groupements criminels se positionnant contre les États (par le revenus énormes qui permettent de s'opposer aux États plus faibles et de par la répression exercée par les États par exemple) qu'à l'intérieur même des États (que ce soit par la corruption, le laisser faire, le recours au trafic de la part des États voire une instrumentalisation des groupes criminels par exemple).

### Accès aux ressources
L'accès à la ressource, que ce soit la feuille de coca de base jusqu'au produit transformé, a toujours été un enjeu majeur pour les trafiquants de drogue. Le contrôle sur toutes les composantes et les enjeux de pouvoir qui y sont associés se retrouve à toutes les échelles du trafic : les lieux de production, les voies de transit mais également les lieux de consommation. Les lieux d'accès à la ressource primaire nécessaire à la production de la drogue sont donc primordiaux dans une analyse géopolitique du trafic de drogue, mais il ne faut pas omettre les filières par lesquelles elle est transportée et les marchés dans laquelle elle est déversée.
Ceci attise la convoitise des bandes criminelles organisées qui luttent contre les autorités judiciaires et entre elles pour le contrôle d'un ou plusieurs maillons de la chaîne. Celles si s'organisent en réseaux afin de contrôler le plus de maillons possibles, avoir le plus de débouchés et de fournisseurs, et sont souvent associées à d'autres types de criminalité.

## Zones d'intérêt géopolitique
Amérique latine
Constituant le premier centre de production mondiale de cocaïne, les pays andins (Colombie, Pérou et Bolivie) génèrent la quasi-totalité de la production de coca mondiale. Même si la surface cultivée est actuellement moins étendue qu'en 2000 (149 100 ha en 2010, comparé au 221 300 ha en 2000), la situation politique et sociale de ces États fait qu'ils demeurent les principales sources pour les trafiquants internationaux. 
Les routes principales de trafic passent par le Mexique, vers les États-Unis, ou ensuite en bateau vers l'Europe. Malgré l'intervention américaine dans les politiques anti-drogue (War on Drugs), les résultats sont encore faibles . Par contre, ces interventions sont fortement contestées comme étant un prétexte afin de se mêler dans la politique interne des États d’Amérique latine et de défendre les intérêts géopolitiques des États-Unis dans la région. Un bon exemple qui illustre cette théorie est la classification de la production et le trafic des drogues comme « un problème de sécurité nationale et internationale ».
Le Croissant d'or
Du point de vue géopolitique, la zone comprise entre l'Afghanistan, l'Iran et le Pakistan représente, parmi d'autres, la plus grande zone de production des opiacés. Partant des estimations de l'UNODC, en 2000 en Afghanistan étaient produites 3 300 tonnes d'opiacés, dont la plupart contrôlés par les talibans et utilisés comme échange dans le trafic d'armes.

## Rôle de lamondialisation
Ces dernières décennies, la mondialisation a constitué un moteur de croissance économique, en promouvant le libre-échange et l'augmentation des flux commerciaux entre les États (Organisation mondiale du commerce).
Un des inconvénients de cette tendance mondiale est l'augmentation du commerce illégal de la drogue  et la mobilité croissante du crime organisé.   
Pour lutter contre ces organisations, certains organismes internationaux de sécurité ont été créés: Interpol, Europol, UNODC. Même si on essaye de traiter le problème de manière uniforme au niveau international, l'innovation et l'évolution du marché de la drogue fait que de nouveaux défis apparaissent constamment alors que les moyens répressifs sont à la traîne. Ceci inclut :
- la délocalisation de la production et l’émergence des drogues de synthèse[10];
- le rôle consultatif des organisations internationales, et leur incapacité d'action - ils ne peuvent qu'encourager la coopération entre États[11];
- l’inexistence d'un centre de lutte contre les organisations criminelles, qui fait que leur éradication totale est très difficile, sinon impossible.

Pour soutenir les efforts nationaux et internationaux, des nombreuses conventions ont été signées, traitant des éléments individuels, comme le contrôle à la douane, l'assistance juridique, la surveillance, la nature des substances etc. (Convention unique sur les stupéfiants de 1961).